# Guitar Craft

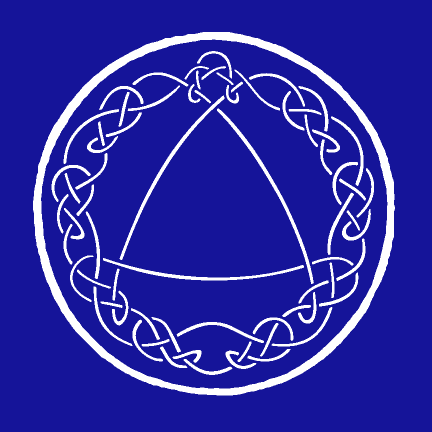
Il logo del Guitar Craft

Guitar Craft è il nome dato dal chitarrista Robert Fripp ai seminari da lui stesso tenuti in varie parti del mondo tra il 1985 e il 2010. A partire dal 2010 analoghi seminari hanno assunto il nome di Guitar Circle e possono essere diretti sia da Fripp che da altri allievi di lungo corso.
Fripp descrive il Guitar Craft come un modo per sviluppare una relazione con la chitarra, con la musica e con se stessi. Nel Guitar Craft si praticavano anche discipline non specificamente musicali, come tecniche di rilassamento, lavori di casa e di cucina, Tecnica Alexander, Taijiquan e Yoga.
Ai chitarristi il Guitar Craft è noto per l'introduzione dell'accordatura New Standard Tuning, usata da Fripp per il suo lavoro dal 1984.
The League Of Crafty Guitarists è il gruppo ufficiale del Guitar Craft, ha registrato diversi album in tour con Robert Fripp ed è diretta dal 2002 da Hernán Núñez.